# César Quiterio
César Antunes Quiterio, conegut com a César Quiterio, (Mirandela, 20 de juliol de 1976) va ser un ciclista portuguès, que fou professional des del 1997 fins al 2010.

## Palmarès
- 2003
  - Vencedor d'una etapa al Gran Premi Abimota
- 2004
  - Vencedor d'una etapa al Gran Premi Abimota
- 2006
  - 1r al Gran Premi Ciutat de Vigo
  - Vencedor d'una etapa al Gran Premi Abimota